# عبد الله المطيري (لاعب كرة قدم مواليد 1986)
عبد الله المطيري لاعب كرة قدم سعودي في خط الوسط من مواليد مدينة مكة.
كانت بداياته في نادي الفيصلي السعودي وأعير إلى نادي الوحدة عام 2008 و انتقل إلى نادي الأهلي السعودي مطلع عام 2014 و عاد إلى النادي الفيصلي في عام 2016 و إنتقل إلى نادي الفيحاء عام 2017.

## وصلات خارجية
- عبد الله المطيري على موقع Soccerway.com (الإنجليزية)